# Rudolf Wettengel
Rudolf („Rudi“) Wettengel (* 16. Januar 1924 in Asch, Tschechoslowakei; † 6. Juni 1986) war ein deutscher SED-Funktionär sowie Journalist. Er war Chefredakteur der SED-Zeitschrift Neuer Weg.

## Leben
Wettengel, Sohn eines Wirkers, besuchte die Volks- und Bürgerschule. Anschließend arbeitete er ebenfalls als Wirker in der Wirkwarenfabrik in Sezemice und als Lagerarbeiter. 1930 schloss er sich den Roten Pionieren an, 1937 wurde er Mitglied des Kommunistischen Jugendverbandes. 1942 wurde er zum Reichsarbeitsdienst eingezogen, von 1942 bis 1945 musste er Kriegsdienst bei der Wehrmacht leisten.
1945/46 war er als Bauhilfsarbeiter und Buchhalter in Asch tätig, 1946 erfolgte seine Umsiedlung mit einem Antifa-Transport nach Aue. 1947 wurde er Mitglied der SED. Von 1947 bis 1950 war er Mitarbeiter und Sekretär der SED-Ortsleitung in Crimmitschau, von 1948 bis 1950 war er zusätzlich als Instrukteur der SED-Landesleitung Sachsen tätig.

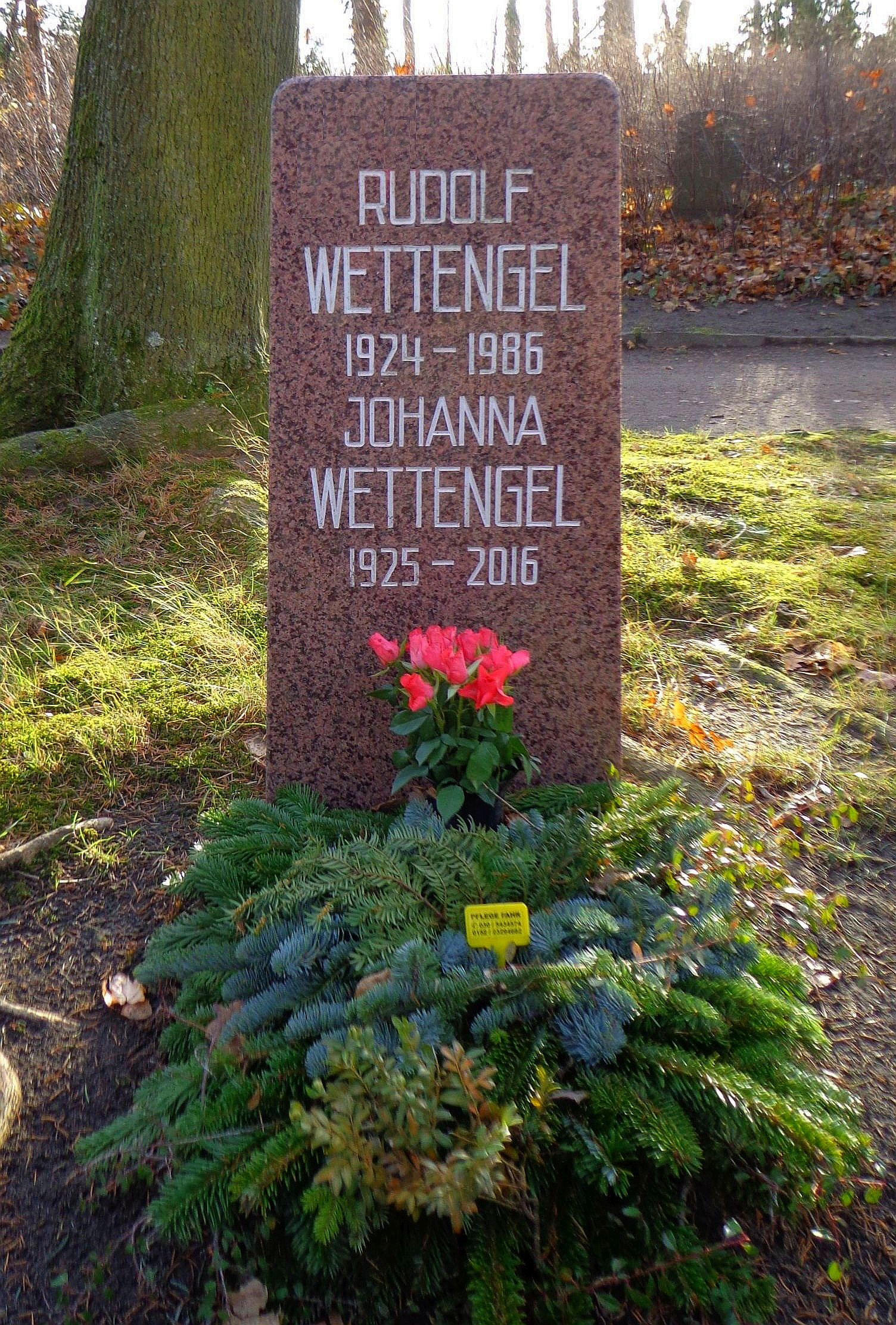
Grabstätte

1950 besuchte er die Parteihochschule „Karl Marx“. Von 1951 bis 1953 war er Redakteur, dann von 1953 bis 1956 stellvertretender Leiter der Abteilung Parteileben in der Redaktion des SED-Zentralorgans Neues Deutschland. Zwischen 1956 und 1958 absolvierte Wettengel ein Studium an der Parteihochschule der KPdSU in Moskau mit Abschluss als Diplom-Gesellschaftswissenschaftler. Von 1959 bis 1973 wirkte er als Abteilungsleiter des Zentralkomitees sowie als Chefredakteur der Zeitschrift Neuer Weg. Er absolvierte zusätzlich ein Journalistikfernstudium an der Fachschule für Journalistik Leipzig (Außenstelle Berlin). Zwischen 1973 und 1978 vertrat Wettengel das ZK der SED im Redaktionskollegiums der Zeitschrift Probleme des Friedens und des Sozialismus in Prag.
Von 1978 bis 1981 war er persönlicher Mitarbeiter von Kurt Seibt, dem Vorsitzenden der Zentralen Revisionskommission der SED (ZRK). Von 1981 bis 1986 war er Kandidat und wissenschaftlicher Mitarbeiter der ZRK. 
Seine Urne wurde in der Grabanlage Pergolenweg des Berliner Zentralfriedhofs Friedrichsfelde beigesetzt.

## Auszeichnungen
- Banner der Arbeit (1970)
- Vaterländischer Verdienstorden in Bronze (1965), in Silber (1973) und in Gold (1984).